# Jumbo-кадр
Jumbo-кадр (англ. jumbo frame) — понятие в компьютерных сетях, обозначающее кадр сети Ethernet, в котором, можно передать данные, по размеру превышающие 1500 байт, заданные стандартами группы IEEE 802.3 (MTU более 1500 байт). Традиционно jumbo-кадры могут передавать до 9000 байтов данных, но существуют другие варианты и требуется обращать внимание на совместимость между различными сетевыми устройствами и их настройки. Многие сетевые карты и сетевые коммутаторы стандарта Gigabit Ethernet поддерживают jumbo кадры. Некоторые Fast Ethernet (100 Мбит/с) коммутаторы и карты также могут работать с jumbo кадрами.
Джамбо-кадры разрешены во многих национальных исследовательских и образовательных сетях (например, Internet2, National LambdaRail, ESnet, GÉANT, AARNet), но не допускаются в коммерческие сети большинства Интернет-провайдеров.

## Описание

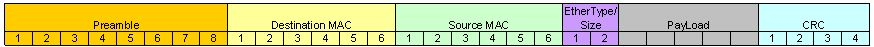
Формат кадра Ethernet

Каждый кадр в сети Ethernet должен обрабатываться в процессе передачи между элементами сети. Обработка одного большого кадра может быть более предпочтительной, чем обработка того же количества данных, разбитых на несколько кадров меньшего размера, так как повышенные накладные расходы могут быть связаны с большим количеством кадров (например, увеличивается количество прерываний процессора, количество действий по получению адресов из заголовка кадра, выбор порта назначения и т. п.). Также снижается соотношение объёма служебных данных (заголовка) к полезным данным и уменьшается общее количество пакетов для обработки. В качестве аналогии можно представить пересылку в одном письме нескольких страниц текста в сравнении с передачей каждой страницы текста в отдельном конверте — это экономит количество конвертов и снижает затраты на сортировку писем.
Джамбо-фреймы получили начальное распространение в конце 1990-х, когда фирма Alteon WebSystems ввела их поддержку в адаптерах ACEnic Gigabit Ethernet. Многие производители оборудования реализовали такой же максимальный размер кадра, однако jumbo-кадры не стали частью официальных стандартов Ethernet IEEE 802.3.

## Размеры фрейма
По стандартам Ethernet максимальный размер ethernet-кадра MTU составляет 1518 байт. В каждом кадре заголовки занимают по 18 байт, а данные (поле «payload») могут занимать до MTU = 1500 байт. При разработке новых стандартов Ethernet (10 Mbit/s, 100 Mbit/s, 1 Gbit/s и др.) величина MTU оставалась неизменной. Это позволяло не делить кадры на части/фрагменты (предотвращало фрагментацию) и позволяло не собирать кадры из частей на стыках между сетями, построенными по разным стандартам Ethernet.
Jumbo‑кадр — ethernet‑кадр, в котором поле «payload» может занимать от 1500 байт до 16 000 байт. Как правило, размер поля «payload» не превышает 9000 байт, поскольку в сетях Ethernet для проверки целостности используется алгоритм CRC-32. CRC-32 (32-битная контрольная сумма CRC) теряет свою эффективность, если размер данных превышает 12 000 байт. К тому же 9000 байт вполне достаточно для передачи 8‑килобайтной датаграммы (например, по протоколу NFS).
Каждый раз[уточнить] получая ethernet‑кадр из сети, сетевая плата поднимает аппаратное прерывание. Чем больше размер кадра, тем больше данных можно передать в одном кадре, следовательно для передачи данных понадобится меньше кадров, и сетевая плата будет реже прерывать работу процессора.

## Применение
Jumbo-кадры могут применяться в следующих случаях:
- при передаче данных на большие расстояния для увеличения производительности сети;
- для уменьшения нагрузки на центральный процессор;
- при передаче данных по протоколу PPPoE[7].